# Jake Wade and the Soul Searchers
Jake Wade and the Soul Searchers var ett amerikanskt funkband på Ubiquity Records. Bandet turnerade med Stoney Murphy och Meat Loaf under 1970-talet. Bandets låt "Searching for Soul" samplades i Beyoncé Knowles låt "Suga Mama" från 2006.